# 존 로버츠 (배우)
존 로버츠(John Roberts, 1979년 ~ )는 미국의 배우이자 성우이다.